# Cartimandua

Locatie van het gebied van de Brigantes

Cartimandua of Cartismandua was een Keltische koningin die circa 43 – 69 over de Brigantes regeerde in wat thans Noord Engeland is. Zij zat op de troon rond de tijd van de Romeinse invasie van Brittannië in 43 en vormde toen een ruime alliantie van stammen die onder haar leiding loyaliteit aan Rome betuigde.
De taal van de Brigantes was het Brythonisch. Haar gemaal was Venutius of Vellocatus. Venutius volgde haar op als koning.
Cartimandua is enkel vanwege een passage uit Tacitus' historisch werk gekend, al lijkt haar invloed zich ruim over Engeland te hebben uitgestrekt. Zij is de enige Keltische koningin die door hem wordt genoemd en dan nog in een eerder negatieve context.
Haar naam bevat mogelijk het Indo-Europees element *mandw-, "pony".

## Geschiedenis
Al wordt Cartimandua het eerst door Tacitus genoemd anno 51, haar heerschappij over de Brigantes strekte zich waarschijnlijk een eind terug in de tijd uit, namelijk minstens reeds toen keizer Claudius de georganiseerde Romeinse invasie van het Britse eiland anno 43 aanving. Mogelijk was zij een van de elf "koningen" die volgens de triomfboog van Claudius zich zonder bloedvergieten hadden overgegeven. Als dit niet het geval was, dan heeft zij mogelijk de macht veroverd na de revolte van een deel van de Brigantes die door Publius Ostorius Scapula in 48 werden verslagen. Van "hoge komaf" zijnde, aldus Tacitus, heeft zij waarschijnlijk haar macht gewoon geërfd, aangezien zij volgens recht regeerde eerder dan door een huwelijk. Zij en haar man Venutius worden door Tacitus als loyaal ten aanzien van Rome omschreven en "verdedigd door onze [Romeinse] wapens". In 51 zocht verzetsleider Caratacus asiel bij Cartimandua, nadat hij een nederlaag had geleden door Ostorius Scapula in Wales, maar zij leverde hem in boeien uit aan de Romeinen.
Toen zij Claudius een grote triomftocht liet maken, werd Cartimandua met grote rijkdommen beloond. Later scheidde zij van Venutius en verving hem door zijn wapendrager Vellocatus. In 57 trok Venutius tegen haar en haar Romeinse beschermers ten strijde, al verbleven zijn broer en andere verwanten van hem nog onder haar toezicht aan het koninklijk hof. Hij smeedde verbonden buiten de Brigantes om en tijdens het gouverneurschap van Aulus Didius Gallus (52 - 57) startte hij een invasie van het koninkrijk. De Romeinen waren hierop voorbereid en stuurden enkele cohorten ter verdediging van de vazalkoningin. De strijd bleef onbeslist, totdat Caesius Nasica arriveerde met een heel legioen, het IX Hispana en de rebellen versloeg. Cartimandua bleef op de troon, dankzij de prompte militaire steun van de Romeinen.
Anno 69 keerde het lot voor Cartimandua. Tijdens de instabiliteit van het gezag gedurende het Vierkeizerjaar hervatte Venutius zijn verzet met een nieuwe aanval, opnieuw in alliantie met andere Keltische naties. Cartimandua riep de hulp in van Romeinse troepen, maar kreeg slechts hulptroepen toegestuurd. Zij werd geëvacueerd, toen Venutius controle over het koninkrijk in een oorlog met Rome herbemachtigde. Daarna verdwijnt Cartimandua uit de annalen.

## Voorstelling van Cartimandua door Tacitus

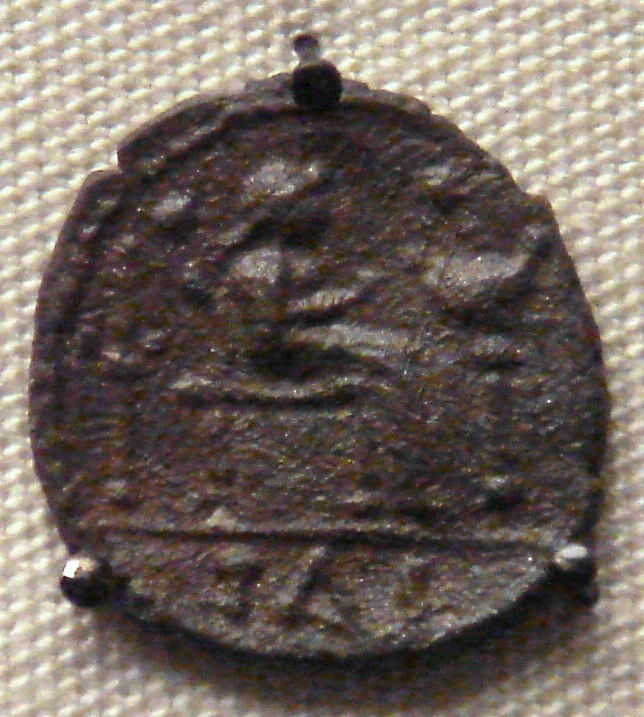
Munt van een naburige Keltische stam, de Catuvellauni met voorstelling van een koningin.

In zijn moraliserende vertellingen de Annales en de Histories, stelt Tacitus Cartimandua in een negatief daglicht. Wel verwijst hij naar haar loyauteit ten aanzien van Rome, maar nodigt tegelijk de lezer uit om haar "verraderlijke" rol bij de arrestatie van Caratacus te beoordelen, toen die onder haar bescherming zocht. Hij noemt haar "zelf-ingenomen" en doet ook smalend over haar seksuele vrijheid, waarbij zij volgens hem haar gemaal verwierp ten gunste van een gewone strijder. Verder heeft hij het over haar "lage intriges" waarbij zij Venutius' verwanten als gijzelaars gebruikte. Cartimandua is verder ook zowat de enige Keltische koningin of clanleidster die door hem wordt vernoemd. Hij is evenwel consequent met het benoemen van Cartimandua als koningin (regina), als enige die onder dergelijke titel in het Romeins Britse rijk bekend was. Boudicca, de enige bekende andere Britse clanleidster uit deze periode, wordt niet in dergelijke termen beschreven.